# Список дипломатических и консульских представительств в Уганде

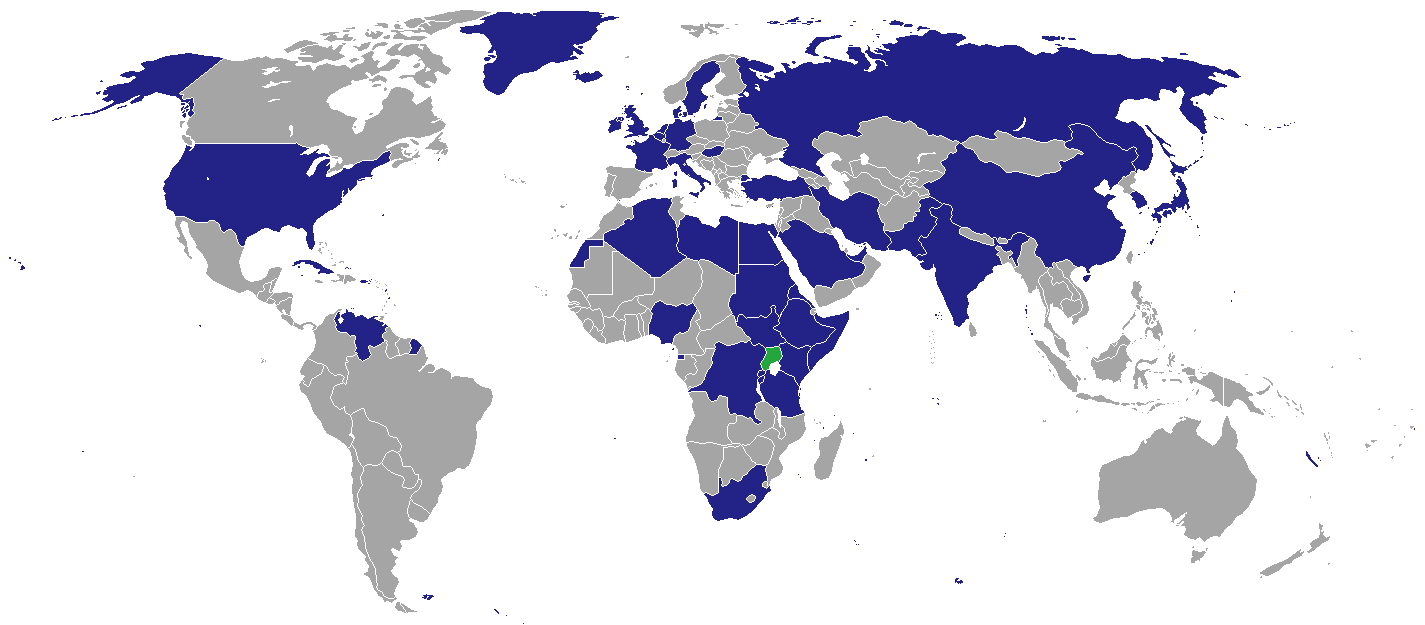
Карта дипломатических миссий в Уганде. Зеленым на карте показана Уганда

Здесь представлен список дипломатических миссий в Уганде. На сегодняшний день в столице страны Кампале находятся 41 посольство и верховные комиссии.

## Посольства и верховные комиссииКампалы
| - Алжир - Бельгия - Бурунди - Китай - ДР Конго - Куба - Дания - Египет - Франция - Экваториальная Гвинея - Эритрея - Эфиопия - Германия - Исландия - Индия - Иран - Ирландия - Италия - Япония - Кения - Ливия | - Нидерланды - Нигерия - КНДР - Норвегия - Россия - Руанда - САДР - Саудовская Аравия - Сомали - ЮАР - Республика Корея - Южный Судан - Шри-Ланка - Судан - Швеция - Танзания - Турция - ОАЭ - Великобритания - США |

## Посольства к открытию
В данный момент к открытию не планируются

## Другие страны вКампале
- Ангола (Канцелярия страны)
- Европейский союз (Делегация)

## Генеральное консульство вГулу
- Судан

## Посольства нерезиденты и высшие комиссии
| - Аргентина - Австралия - Австрия - Бразилия (Найроби) - Ботсвана (Лусака) - Камерун (Аддис-Абеба) - Канада - Чили - Колумбия - Хорватия (Лондон) - Кипр - Чехия (Аддис-Абеба) - Финляндия - Греция - Венгрия - Индонезия | - Израиль - Лесото (Аддис-Абеба) - Мали (Аддис-Абеба) - Мальта (Valletta) - Мексика - Марокко (Дар-эс-Салам) - Новая Зеландия (Аддис-Абеба) - Польша - Португалия - Сербия (Аддис-Абеба) - Словакия - Испания - Эсватини (Аддис-Абеба) - Таиланд (Найроби) - Того (Аддис-Абеба) - Швейцария - Украина (Аддис-Абеба) - Вьетнам (Дар-эс-Салам) |